# Eophrynus
Eophrynus è un genere di aracnidi estinto dell'ordine, anch'esso estinto, Trigonotarbida, vissuto durante il tardo Carbonifero in Europa. Il genere fu descritto per la prima volta nel 1871 dal geologo britannico Henry Woodward.

## Etimologia
Il nome deriva da Eo, che significa "alba", e da Phrynus, un genere di aracnide dell'ordine Amblypygi.

## Tassonomia
Sono state riconosciute due specie:
- Eophrynus prestvicii in Inghilterra, Regno Unito
- Eophrynus udus in Germania

Le specie di Eophrynus, come altri tribonotarbidi, erano simili ai ragni moderni, ma non potevano produrre seta e la metà posteriore del corpo era costituita da piccole placche.
La specie inglese, E. prestvici, è conosciuta da una manciata di fossili di buona qualità conservati all'interno di concrezioni di siderite. Recenti immagini a raggi X hanno rivelato che questi aracnidi erano coperti da punte protettive.